# Vita, cuore, battito
Vita, cuore, battito è un film commedia  del 2016 diretto da Sergio Colabona, con protagonisti gli Arteteca.

## Trama
Enzo e Monica sono due fidanzati trentenni che vivono nella periferia di Napoli. Enzo lavora come commesso in un negozio di abbigliamento, mentre Monica come parrucchiera ed estetista.
Un giorno il capo di Enzo, giocando in una bisca clandestina, vince un terno a lotto, ma la vincita viene liquidata di una parte in denaro e di un'altra da un viaggio culturale a Firenze, a Barcellona e a Formentera.
Per imposizione del proprietario della bisca, Enzo accetta e parte insieme a Monica, con Gino come guida turistica. Ma il viaggio che i due intraprenderanno gli farà vivere situazioni assurde: la loro ignoranza, cozzando con i contesti nei quali si troveranno, li renderà due pesci fuor d'acqua.

## Distribuzione
Il film è stato distribuito nelle sale cinematografiche italiane a partire dal 17 marzo 2016.

## Sequel
Il film ha avuto un sequel intitolato Finalmente sposi, diretto da Lello Arena e uscito nelle sale italiane il 25 gennaio 2018.